# Jastrzębia Góra

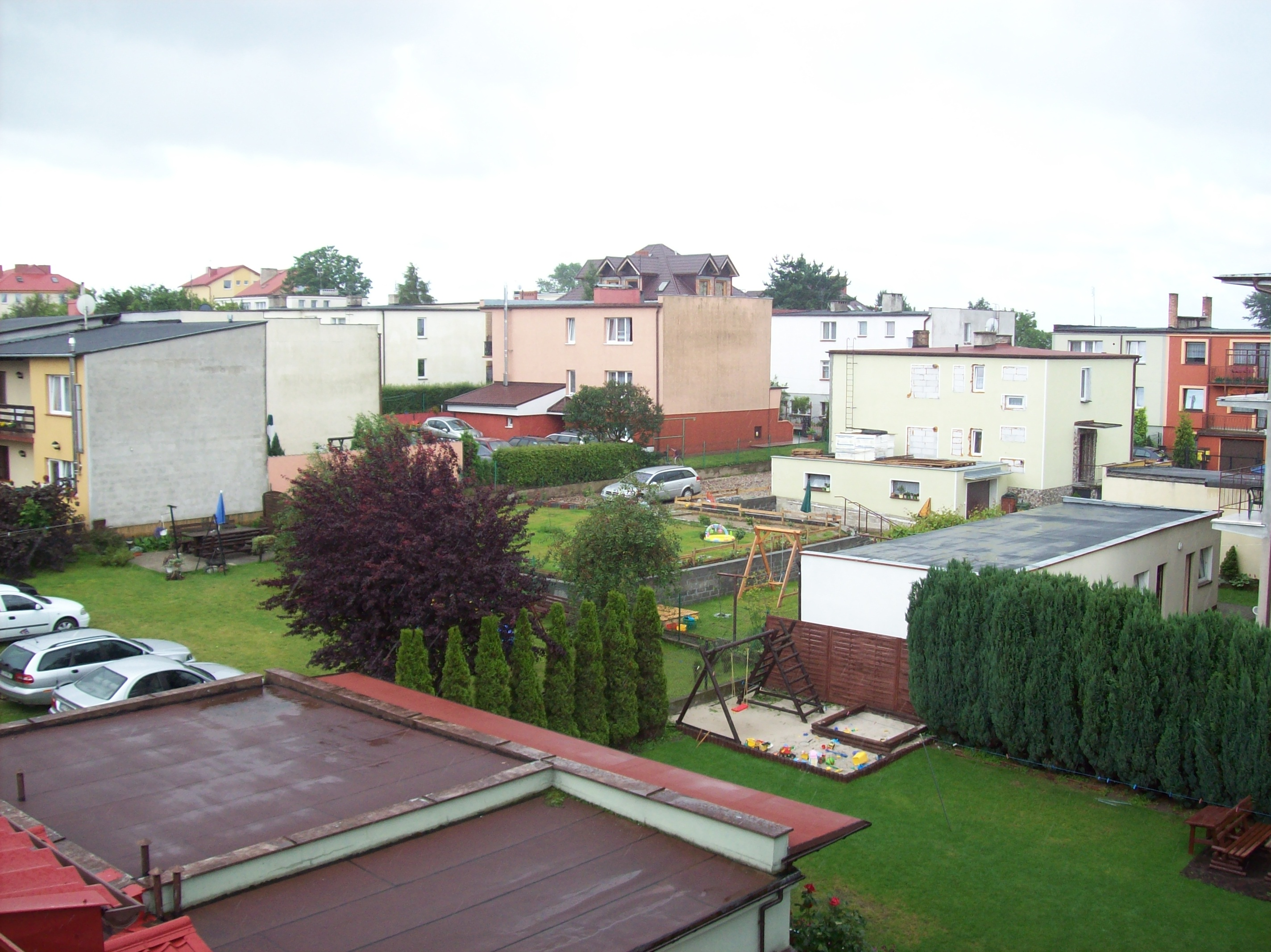
Jastrzębia Góra

Jastrzębia Góra (kašubsky Pilëce nebo Jastrzãbiô Góra, německy Habichtsberg) je nejsevernější polské sídlo, ležící na pobřeží Baltského moře.

## Historie
Archeologické vykopávky prováděné v letech 1934–1936 doložily osídlení v době železné 640–400 př. n. l.). Následný výzkum prováděný v letech 1975–1980 potvrdil osídlení již v mezolitu (8000–4200 př. n. l.).
Oblast byla dlouho nedostupná, neboť sem nevedly žádné cesty. Místo bylo známé pastvinami, na kterých se pásly husy. Ty mu také daly kašubský název, neboť husa se kašubsky řekne pila.
Současná Jastrzębia Góra vznikla roku 1920, kdy byl na tomto místě postaven první dům. Od roku 1928 byla budována silnice spojující místo s blízkým Władysławowem, nakonec byla prodloužena až do nedaleké Karwie. Slavnostní otevření silnice se konalo v roce 1931.
V době druhé světové války neslo místo název Habichtsberg, což je překlad polského názvu Jastrzębia Góra do němčiny.

## Administrativa
Administrativně se jedná o městskou část Władysławowa. Spolu s ním leží v okrese Powiat Pucki Pomořského vojvodství.
Žije tu 1060 obyvatel.

## Dopravní obslužnost
Místem prochází silnice číslo 215.

## Turistika

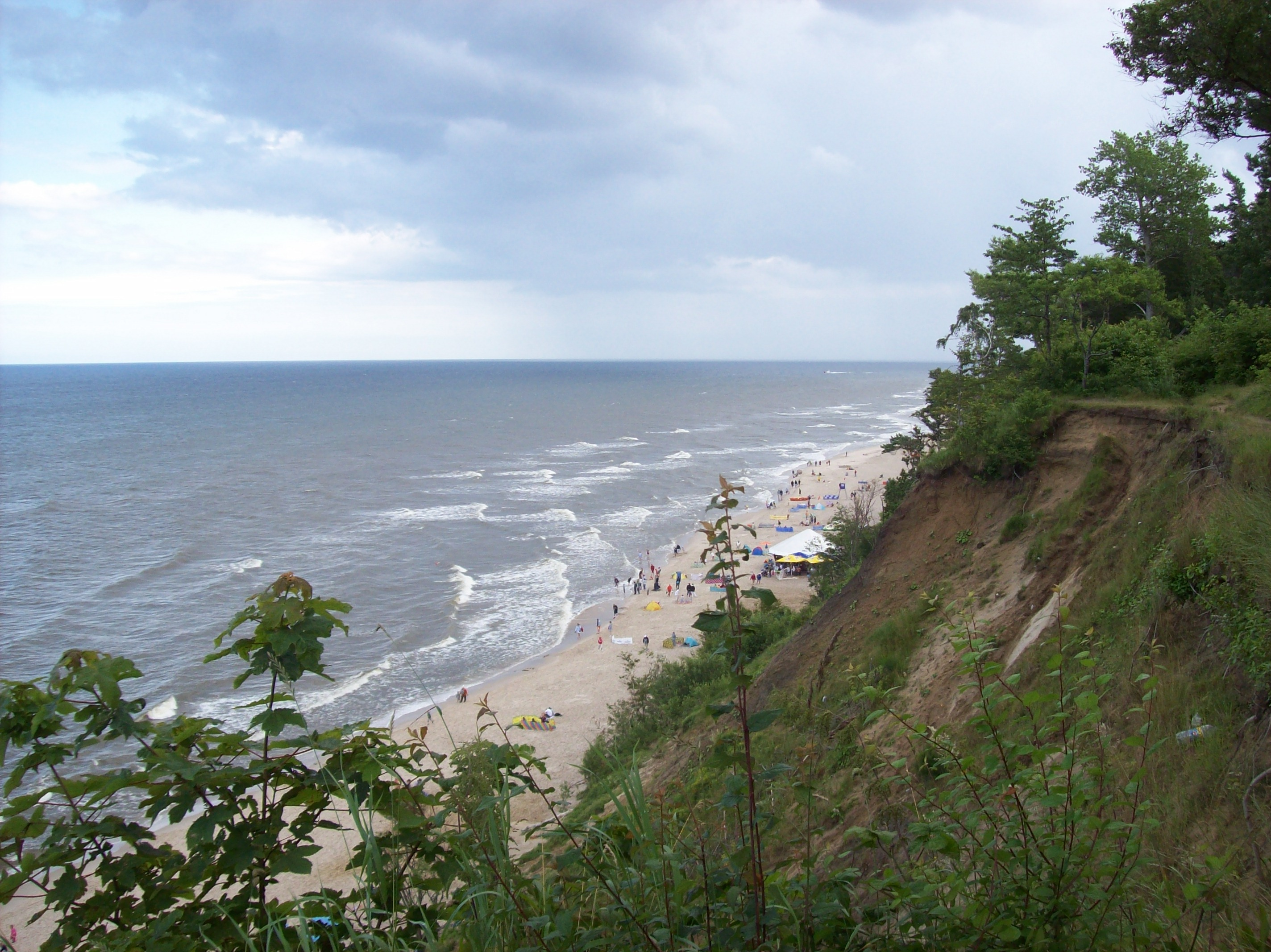
Pláž

Již od svého vzniku se Jastrzębia Góra stala oblíbeným místem prázdninových setkávání polské inteletuální elity, především z Varšavy. Příliv kapitálu z hlavního města způsobil, že místo bylo žertem nazýváno Nová Varšava.
Jastrzębia Góra disponuje plážemi o šířce do 200 m. Vzhledem k počtu turistů, kteří v letní sezóně místo navštěvují, využívají někteří z nich rovněž pláže v blízkém Ostrowu.
Roku 1984 byl postaven kostel sv. Ignáce z Loyoly. Nachází se v něm obraz s Ignácovým portrétem, pocházející z roku 1850.

## Nejsevernější bod Polska
Na území této městské části se nachází nejsevernější bod Polska. V jeho blízkosti se nachází obelisk Gwiazda Północy (Severní hvězda), postavený v roce 2001 poté, co proběhla přesná geodetická měření. Vybudován byl díky iniciativě spolku přátel obce Towarzystwo Miłośników Jastrzębiej Góry.
Ve skutečnosti se obelisk nachází od nejsevernějšího bodu Polska několik metrů vzdušnou čarou směrem na jih. Spolu s celým sídlem stojí na útesu Klif Jastrzębia Góra dosahujícím nadmořské výšky až 33 m.
Dříve byl omylem považován za nejsevernější bod Polska mys v nedalekém Rozewie.

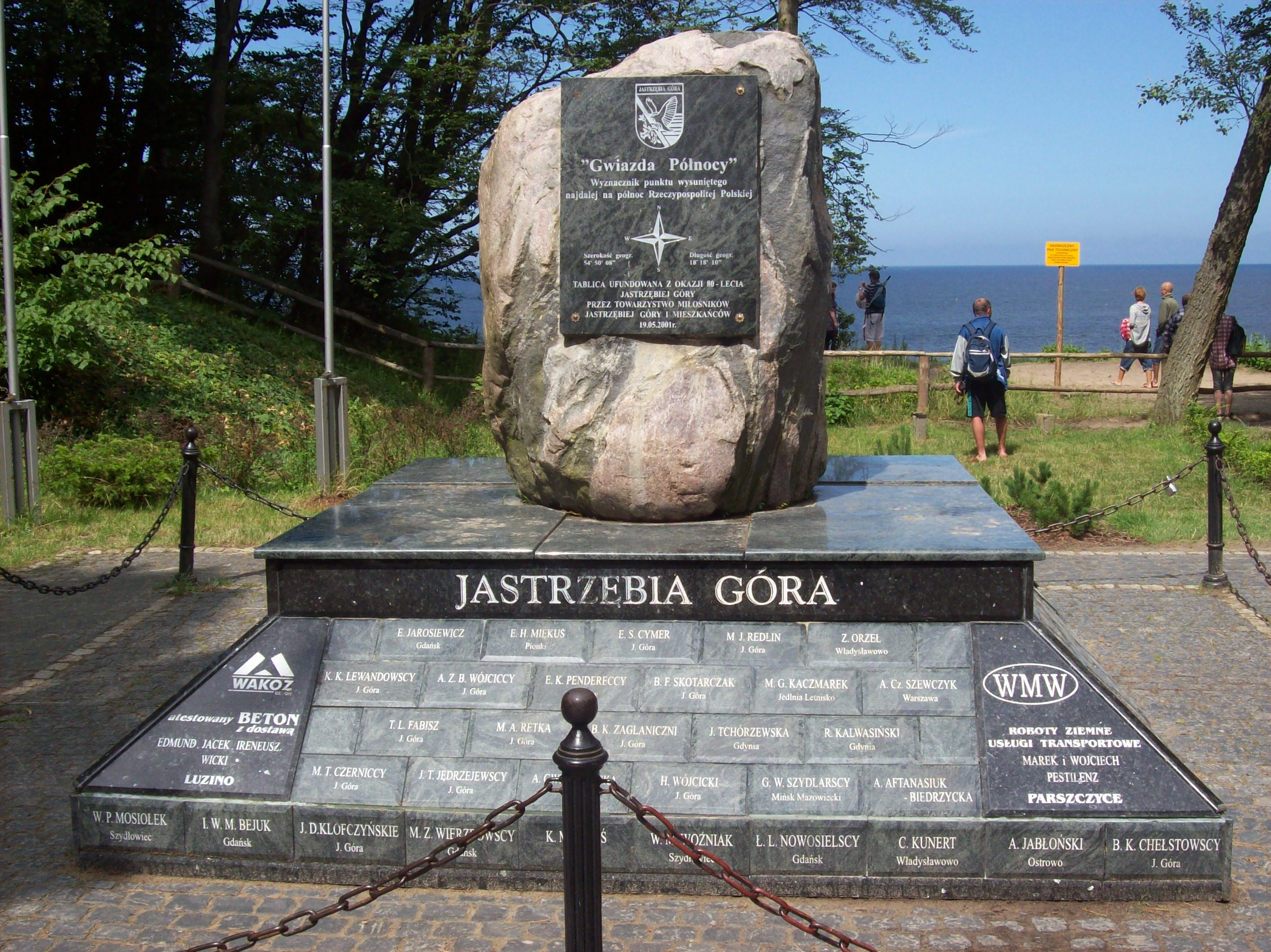
Obelisk Gwiazda Północy
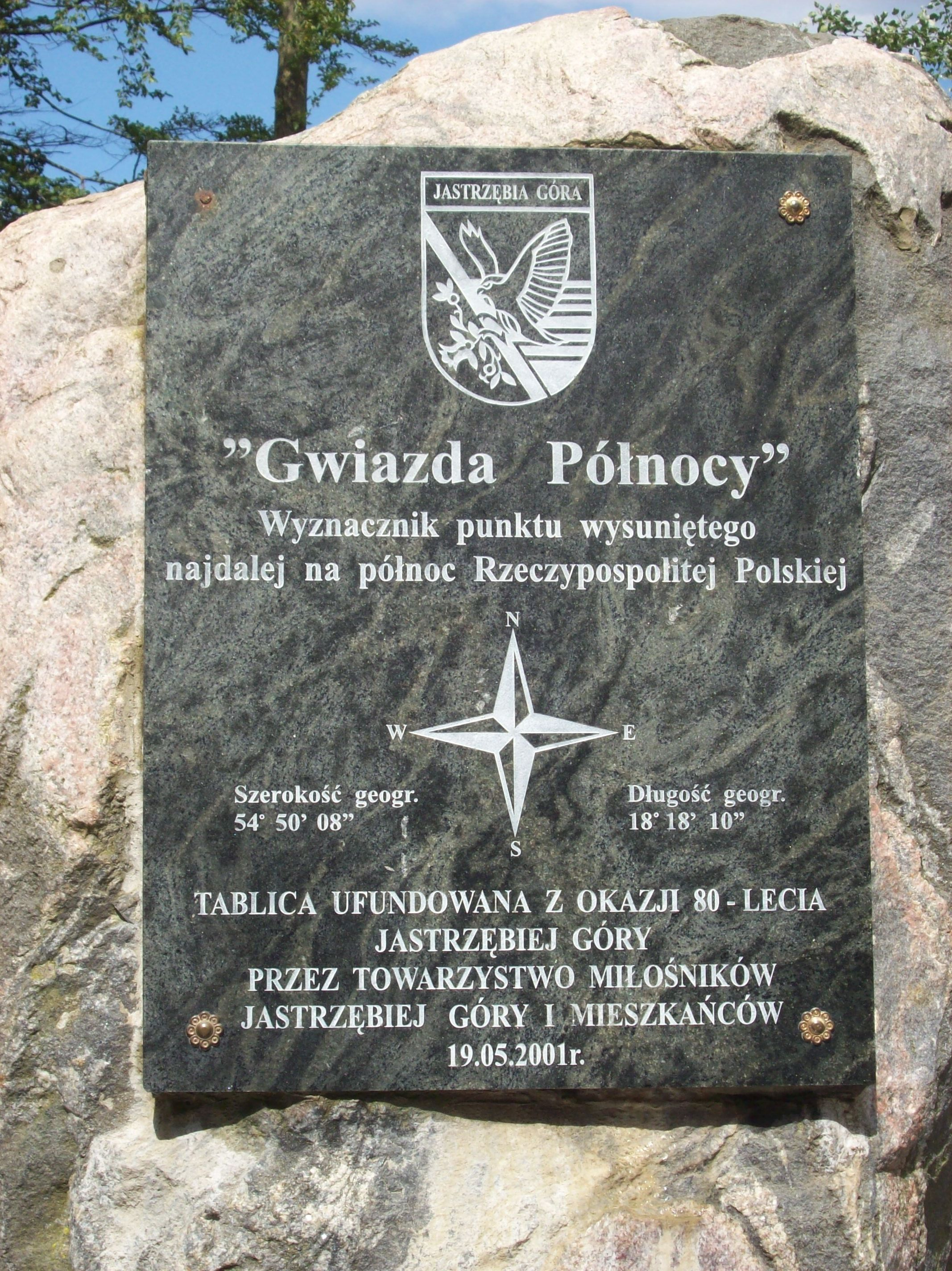
Detail desky na obelisku
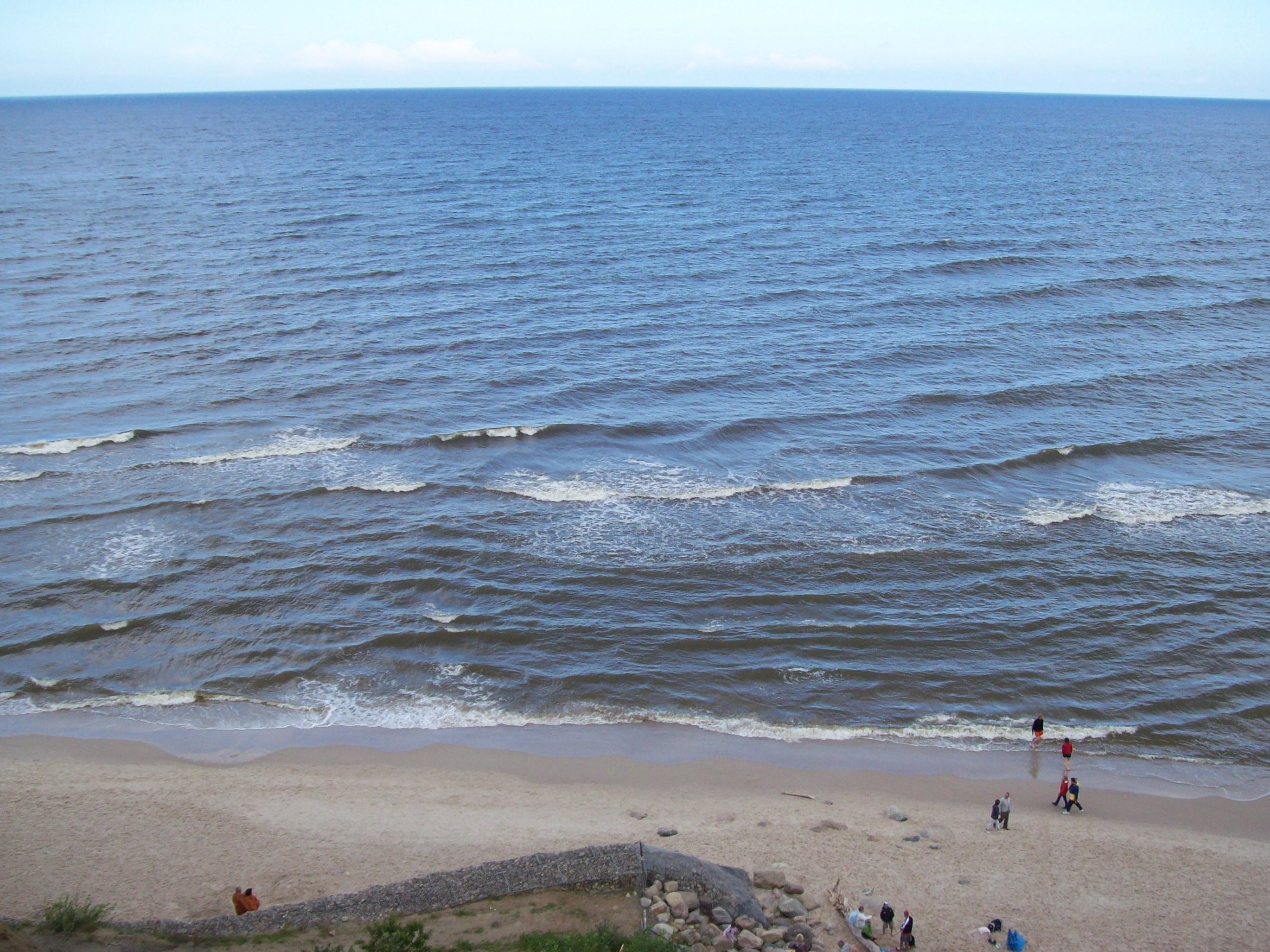
Skutečný nejsevernější bod Polska
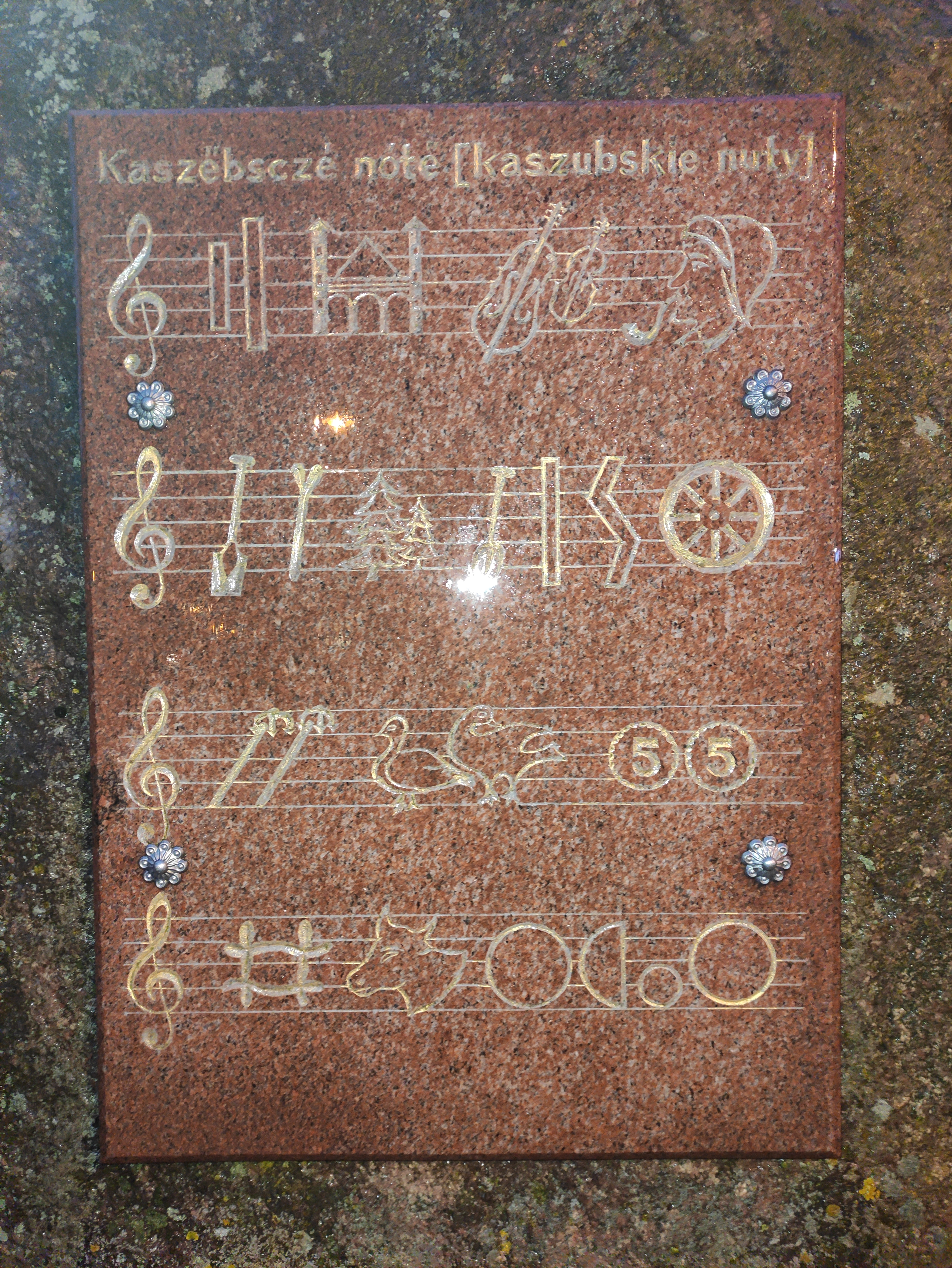
Památník v obci